# Bandabardò
Bandabardò est un groupe italien de folk rock, originaire de Florence. Formé en 1993, son nom est un hommage à Brigitte Bardot. Le groupe se consacre immédiatement à une intense activité scénique en Italie et en France. Leurs débuts discographiques ont lieu en 1996 avec Il circo mangione (lauréat du prix Ciampi du meilleur premier album de l'année), suivi de Iniziali bì-bì, qui contient leur premier succès Beppeanna. Après la mini-tournée Barbaro, ils sortent Se mi rilasso... collasso, un concert en direct contenant la version studio de Manifesto, une autre chanson au succès immédiat. En 2000 sort Mojito Football Club, suivi de Bondo ! Bondo ! et une nouvelle tournée en Espagne, en France et en Suisse. Peu après, Jose Ramon Caraballo Armas, plus connu sous le nom de Ramon, rejoint le groupe aux cuivres et aux percussions. Tre passi avanti en 2004, produit par Carlo U. Rossi est un autre hit et la même année, l'autobiographie Vento in Faccia, écrite avec Massimo Cotto et publiée par Arcana, ainsi qu'un DVD documentant le concert d'ouverture de la nouvelle tournée enregistré à Florence, leur ville, sont publiés sous le même titre.
En 2010, ils publient Allegro ma non troppo pour le magazine Repubblica XL, et la même année, avec l'association Save the Children, ils participent à un projet de scolarisation dans le nord de l'Éthiopie, produisant Sette x uno avec Dario Fo, Giobbe Covatta, David Riondino, Enzo Iacchetti, Davide Enia et Ascanio Celestini. Après la sortie de Scaccianuvole (2011), le groupe effectue une pause de trois ans avant d'arriver à l'album inédit intitulé L'improbabile, qui marque leur retour sur un grand label depuis l'époque d'Iniziali Bì-Bì (cette fois avec Warner) et l'entrée dans le groupe du claviériste Federico « Pacio » Pacini. Entre-temps, le groupe a produit la bande originale du film L'Universale, de Federico Micali, qui est sorti au cinéma en avril 2016, tandis que Sky Arte leur consacre un docu-film intitulé Bandabardò, un mistero italiano, avec Carlo Lucarelli. Le 20 mai 2022 sort Non fa paura, un album avec Cisco, suivi d'une nouvelle tournée.

## Histoire

### Débuts et premiers albums (1992–2001)

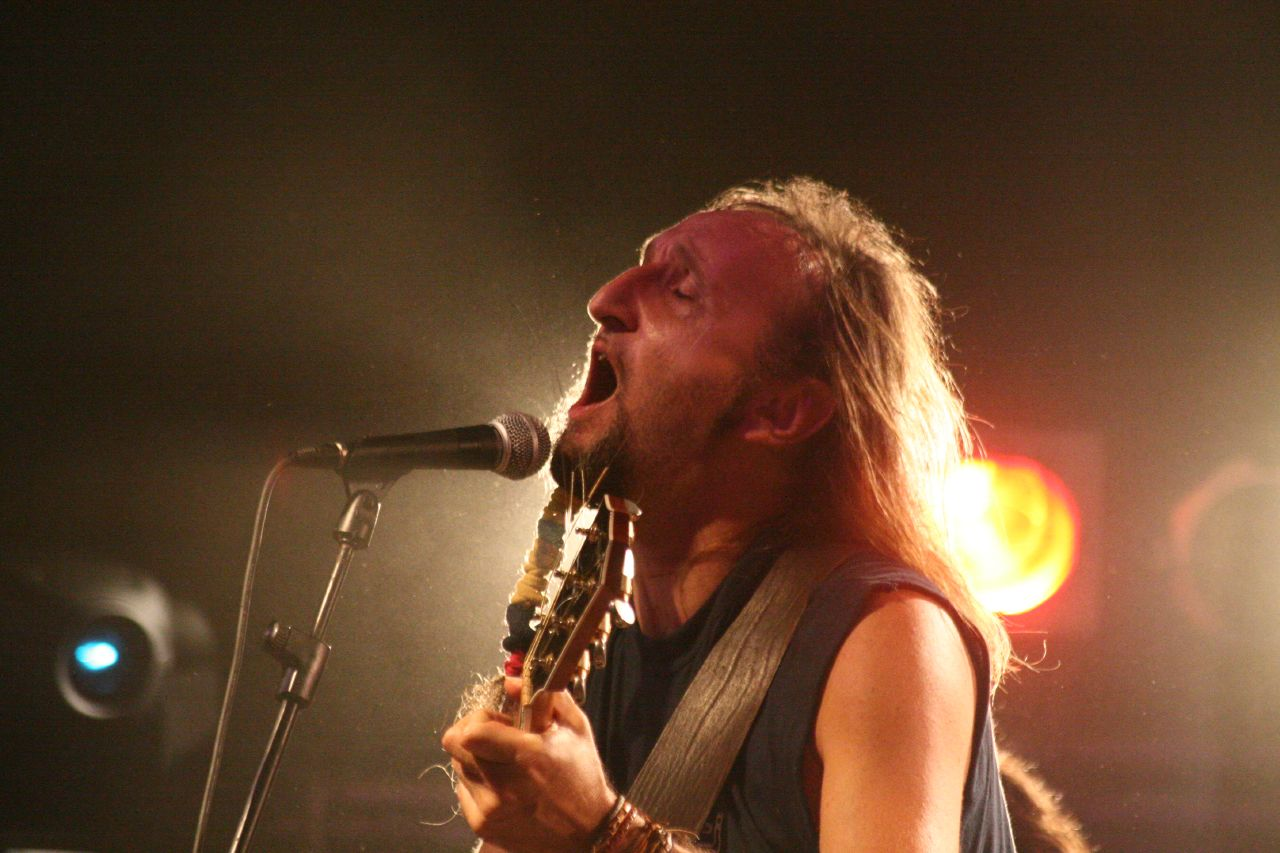
Erriquez en concert.

L'histoire commence en 1992, après le départ d'Erriquez de Vidia, et alors que Finaz étudie à l'université de Pise et est musicien. Les deux partagent quelques collaborations avec Litfiba et, à partir de là, ils apprennent à se connaître, même s'ils ne sont pas encore amis à l'époque. Un jour, Gianni Maroccolo les appelle tous les deux pour travailler sur l'album et la tournée d'été d'Andrea Chimenti, Erriquez jouant de la guitare acoustique et faisant office de choriste tandis que Finaz jouait de la guitare électrique. Les deux s'entendent si bien qu'Erriquez lui propose de former un groupe dans le style de la Mano Negra, mais en amplifiant la partie acoustique, sans pour autant renoncer au moule rock. Finaz est d'abord incertain, mais après avoir assisté à un concert des VRP, il décide d'accepter l'offre d'Erriquez. Ils sont bientôt rejoints par Don Bachi à la basse, Nuto à la batterie, Orla à la deuxième guitare et Paolino aux percussions.
Bandabardò est formé le 8 mars 1993 dans une salle de répétition de Sesto Fiorentino, son nom étant un hommage à Brigitte Bardot. Le jeune groupe entame une tournée en Italie et en France, jouant dans des clubs mais aussi dans la rue. Le premier concert a lieu à l'Arca di Follonica, sur des échasses, avec comme invités Litfiba pour l'aftershow, la nuit suivante ils joueraient à Prato, le problème est qu'avant de s'appeler Bandabardò le groupe avait déjà fixé la date avant celle de Follonica, donc pour cette nuit-là ils se sont produits en tant que W Fernandez.
En 1994, le groupe enregistre son premier EP intitulé La BandaBardò, un CD de 4 chansons retrouvé dans le deuxième album du groupe (à l'exception de Ho la testa), enregistré à des fins purement promotionnelles. En raison de ce choix, la manager de l'époque, Natalie Chaineux, décide d'abandonner le projet car elle n'approuve pas l'idée de l'autoproduction.
Leur premier album, Il circo mangione,, sort le 4 juin 1996 sur le label discographique indépendant Cockney Music, et connait un grand succès, remportant même le prix Ciampi du meilleur premier album, bien que les critiques les aient souvent ignorés. Sur cet album, Piero Pelù fait les chœurs sur la chanson W Fernandez. Entre 1996 et 1997, le groupe commence à collaborer avec l'agence de booking OTR (On the Road) et à avoir Francesco Barbaro comme manager. En août de la même année, le groupe devait se rendre à Rimini pour participer au festival Match Music (filmé sur une chaîne satellite), mais en raison d'un accident de voiture, le groupe n'a pas pu se rendre à cette date.
Leur succès se confirme avec leur deuxième album, Iniziali Bì-Bì, sorti le 31 mars 1998 sur le label BMG Ricordi, et avec le single Beppeanna, avec lequel le groupe réussit à se faire connaître ; le clip vidéo est diffusé sur Videomusic. Ce deuxième album, selon le groupe lui-même, représente le mieux leur son live avec un son acoustique, auteur-compositeur-interprète et des invités tels que Cisco et Stefano Bollani. En 1999, un album live en édition limitée, Barbaro Tour, sort, très apprécié par les critiques qui, à l'époque, ne voyaient pas d'un bon œil les albums live. Cependant, les choses ne vont pas très bien, le groupe continue d'être constamment ignoré par la scène musicale italienne, et ils décident donc de quitter OTR et de rejoindre le label Mescal.
Le 28 janvier 2000 sort leur troisième album, Mojito Football Club, sous le label BMG Ricordi, apprécié à la fois par la critique,, grâce à son son acoustique mais avec une légère tendance à l'électronique et au rock, et par les fans de la dernière heure, mais pas par ceux qui les suivaient depuis le début à cause de leur changement de style. Le clip officiel de Vento in faccia est diffusé sur TMC 2, mais BMG Ricordi décide de licencier le groupe deux mois seulement après la sortie de l'album, laissant les membres du groupe renvoyés par Mescal. À ce moment, le groupe se divise en trois parties, d'un côté Erriquez qui veut rester à Mescal, de l'autre Finaz, Nuto et Paolino qui veut retourner à OTR ; enfin Don Bachi et Orla n'ont pas de position claire, ce qui crée beaucoup de disputes parmi les membres du groupe, même Finaz pense à quitter le groupe. Finalement, après presque trois mois de querelles, Erriquez choisit de prendre du recul et d'accepter l'idée d'un retour à OTR. La décision est alors prise de redémarrer, les concerts de la période automnale du Mojito F.C. Tour sont enregistrés, et une nouvelle chanson inédite, Manifesto, est écrite.
En 2001, sort le deuxième album live Se mi rilasso... collasso.

### Bondo! Bondo!et arrivée de Ramón (2002–2003)

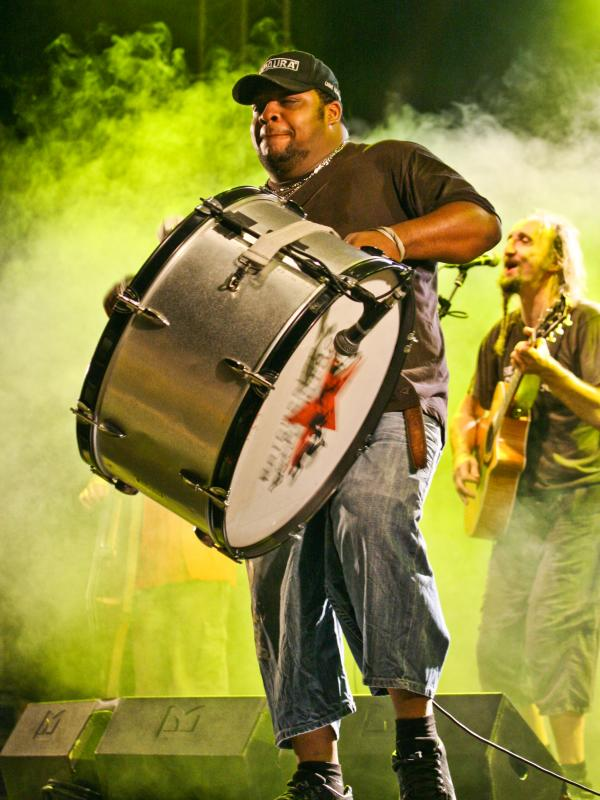
Ramón à la grande caisse.

Le 6 septembre 2002, le groupe sort Bondo! Bondo! produit par Gianluca Vaccaro, dont le single Sette sono i re est diffusé sur RaiStereoDue, et obtient un succès international avec une tournée européenne en Espagne, en France et en Suisse. Il contient un style différent de ses prédécesseurs, un genre qui tend vers le soft rock et voit la collaboration avec Max Gazzè ; il est très apprécié par les critiques, car il est considéré comme l'album le plus élaboré et le plus complexe de leur carrière. Il contient de fortes critiques politiques à l'encontre de Silvio Berlusconi.
Il se classe à la 7e place des albums les plus vendus en Italie dans le classement FIMI.
La même année, le groupe joue au Concerto del Primo Maggio pour la première fois de sa carrière, avec Paola Turci comme invitée. Après le départ de Paolino, il accompagne Piero Pelù lors de la tournée d'été Bondo! Bondo! En 2002, Ugo Nativi, de Malfunk, prend la relève aux percussions et participe au Brand New Tour de MTV. En 2003, Ramón rejoint le groupe aux bois et aux percussions.

### Tre passi avanti(2004–2005)
L'album suivant, Tre passi avanti, sort le 25 avril 2004, produit par Carlo Ubaldo Rossi, un album plus puissant que les précédents selon Erriquez lui-même, dans l'album on peut entendre des sons espagnols et cubains grâce à l'influence de Ramón ainsi qu'une collaboration avec Dario Fo pour la chanson Sempre Allegri. La séance photo pour la pochette a eu lieu au parc Pettini à Florence, mais Ramon n'y figure pas car il est à Rome.
La même année sort l'autobiographie du groupe, écrite avec Massimo Cotto et intitulée Vento in faccia, d'après la chanson homonyme (publiée par Arcana). Vento in faccia est également le titre du DVD contenant le concert d'ouverture de la tournée Tre passi avanti, à Florence, ainsi que des images des coulisses et des messages de fans. Toujours la même année, le groupe joue au Concerto del Primo Maggio, toujours avec Paola Turci comme invitée.

### Il Fuori OrarioetOttavio(2006–2010)
En 2006, le groupe participe au Concerto del Primo Maggio, présenté par Claudio Bisio. Le 1er septembre 2006 marque le retour discographique du groupe florentin avec la compilation Fuori Orario, qui, à la surprise générale, reçoit un excellent accueil : premier dans les classements des ventes indépendantes et septième dans les grandes chaînes. Après avoir écouté un concert du groupe lors d'un de ses voyages en Europe, Mutsumi Kuboutchi, directeur artistique de Vivid Sound, l'un des principaux labels indépendants du Japon, devient fan du groupe et décide de publier ses disques et la compilation Fuori Orario au Japon également (la publication des autres albums suivra peu après).
La même année, le groupe se produit sur Rock TV en direct du Rolling Stone à Milan. En 2007, le groupe se produit à nouveau au May Day Concert avec Bandão. Ottavio sort le 5 septembre 2008 chez On the Road, après la tournée au Canada. Il s'agit d'un album-concept qui raconte l'histoire d'amour d'Ottavio dans un style tragicomique, rappelant de nouvelles sonorités et un style combat folk plus théâtral, avec des influences de tarentelle, de musique country, de ballades et de rock. L'album atteint la 7e place des classements en Italie (FIMI).
En 2008 commence la tournée Ottavio in Tour, grâce à un album-concept théâtral, le groupe réussit à se produire dans des théâtres et au Palasport de Rome, Naples, Florence et Milan, avec Clemente Ferrari aux claviers et à l'accordéon. Ils participent à la chanson Primaverando contenue dans l'album Ciao Mortali de Tonino Carotone. En 2009, le groupe se produit à nouveau au Concerto del Primo Maggio, cette fois avec Tonino Carotone en tant qu'invité pour son interprétation du single Bambino.
Le 29 avril 2010 sort Allegro ma non troppo, un album spécial pour le magazine La Repubblica XL avec quelques titres inédits, des réinterprétations (réalisées avec Goran Bregović) et des performances live. La même année sort Sette x uno, un album pour la campagne Save the Children en collaboration avec Dario Fo, Giobbe Covatta, David Riondino, Enzo Iacchetti, Davide Enia et Ascanio Celestini,.

### Scaccianuvoleet séparation (2011–2012)
Le 3 mai 2011, après trois ans, un nouvel album de titres inédits, Scaccianuvole, sort, un album qui, selon Erriquez lui-même, rappelle beaucoup le style d'un disque vintage, l'idée étant de donner la sensation d'écouter un disque microsillon d'une autre époque.
La nouveauté est que, contrairement aux autres années et à l'esprit d'indépendance du groupe, cette fois-ci le disque a été licencié à Universal Music Group, bien qu'il s'agisse de l'album le moins promu et le moins vendu de toute l'histoire du groupe. Selon le groupe lui-même, il s'agit d'un album précipité, un véritable faux pas, dû à la fois à l'absence de Ramón (qui jouait avec Daniele Silvestri à l'époque) et à la période historique, qui n'était pas vraiment heureuse en termes de musique (l'arrivée du streaming et du piratage) et de politique.
La même année, le groupe est invité à jouer aux Francofolies en France et au Luminato à Toronto. C'est à partir de là que commence la tournée Scaccianuvole Tour, qui se termine en 2012. Pendant la période estivale, le groupe n'a pas Ramon avec lui, mais deux membres temporaires le rejoignent sur scène, Alberto Becucci à l'accordéon et Rocco Brunori à la trompette et aux percussions, qui donneront au groupe un son plus francophone.

### Pause etL‘improbabile(2013–2016)
2013 est l'année où le groupe fait une pause dans les concerts et les tournées, la seule performance publique cette année-là étant le Festival du film de Giffoni. Pendant ce temps, Erriquez se consacre à la production et à la collaboration avec d'autres groupes et chanteurs, notamment I Matti delle Giuncaie, Fabrizio Pocci et l'Orage, tandis que Alessandro Finazzo se consacre à sa carrière solo en publiant son premier album Guitar Solo, ainsi qu'en se consacrant à la production pour des groupes tels que Folkabbestia, i Ratti della Sabina et Peppe Voltarelli. Don Bachi rejoint Mozait avec qui ils créent leur premier disque Pure Water, Orla écrit avec son ami Luca Remagi le livre I Rolling Stones (Futura Editrice, 2013).
Après un an, le groupe se reforme, et Erriquez et Finaz vont seuls à la Libera Università Di Alcatraz pour commencer à écrire leur nouvel album. Le 27 mai 2014, L‘improbabile sort, le premier de leur histoire réalisé pour un grand label, Warner Music Group, ce qui suscite beaucoup de polémiques parmi les fans puisque le groupe avait toujours décidé de rester indépendant,,. Le premier single est E allora il cuore, avec comme invitée Alessandra Contini, chanteuse-bassiste de Il Genio, ainsi qu'une collaboration avec le rappeur G-Max sur le premier titre de l'album, et les paroles de La selezione naturale écrites avec Francesco Gazzè. 
En 2016, le groupe produit la bande-son du film L'Universale, de Federico Micali, qui sort au cinéma en avril. Le 27 avril 2016 sort une réinterprétation de la chanson Lo sciopero del sole, en collaboration avec le Gaudats Junk Band, qui a décidé cette fois de promouvoir l'initiative de recyclage, puisque le Gaudats Junk Band fabrique ses propres instruments à partir de déchets récupérés dans une décharge (vieux tuyaux, caisses de vin, tongs, etc.). La même année, Bandabardò effectue une autre tournée européenne, appelée Lo sciopero del sole Tour, avec des arrêts à Londres (Dingwalls, complet), Berlin (Cassiopeia), Amsterdam (Sugar Factory), Dublin (Opium Rooms), Bruxelles (Vk) et Esch-sur-Alzette (Kulturfabrik), ainsi que de nombreuses autres dates à travers l'Italie.
En avril 2016, Sky Arte leur consacre son documentaire Bandabardò, un mistero italiano, où Carlo Lucarelli raconte l'histoire du groupe comme s'il s'agissait d'un cas d'enquête.

### 25eanniversaireetBB Tour 2019(2017–2019)
Après le BB Tour 2017, le 27 décembre Bandabardò est invité à l'émission 33 Giri de Sky Arte, pour l'épisode consacré à Rino Gaetano. 
En 2018, Bandabardò fête ses 25 ans d'activité, et le fait avec la 25e tournée qui commence le 9 juin 2018 à Bruno (Bs), au milieu des salutations de nombreux artistes et des concerts dans des lieux tels que l'Auditorium Parco della Musica à Rome. La même année, ils remportent le Premio De Andrè pour la meilleure interprétation de la chanson Un giudice.  Lors de la 25e tournée, le groupe critique fortement et publiquement les actions du ministre de l'Intérieur de l'époque Matteo Salvini. 
Le 29 juin 2018, une nouvelle version de Beppeanna, intitulée Se mi rilasso collasso, est publiée à l'occasion du 25e anniversaire de la naissance du groupe.La chanson met en scène Stefano Bollani, Caparezza, Carmen Consoli, Daniele Silvestri et Max Gazzè. Le 7 décembre 2018 au Nelson Mandela Forum, le groupe célèbre son 25e anniversaire avec un grand concert rempli d'invités : Max Gazzè, Carmen Consoli, Tonino Carotone, Modena City Ramblers avec Cisco et Piero Pelù. L'événement enregistre environ 7 000 spectateurs, presque à guichets fermés.
Le 7 mars 2019 sort le single Zobi la mouche, une reprise de la chanson homonyme des Négresses vertes chantée en plein pendant la fête du 7 décembre au Nelson Mandela Forum, en même temps que le single sort un clip filmant la nuit même de ce concert. La dernière tournée de Bandabardò avec Erriquez est le BB Tour 2019 qui commence le 27 avril à Posada et se termine le 11 octobre à Schilpario, dans cette même année le groupe a annoncé qu'avec l'argent du concert à Chiasso (décembre 2018) un puits au Viêt Nam est construit et inauguré et nommé d'après eux. Le 23 août 2019, ils reçoivent à Verbicaro (Cosenza) le Riccio d'Argento des Fatti di Musica dans la section Migliori Band Italiane, 33e édition du festival du meilleur live dirigé par Ruggero Pegna.

### Derniers concerts avec Erriquez et Covid-19 (2019–2021)
Pendant la fin de 2019 et le début de 2020, Bandabardò joue à Giulianova, à Scandicci pour le réveillon du Nouvel An et au Ice Music Festival, où le groupe joue des instruments de glace, le 19 janvier 2020, Bandabardò joue à Bologne pour le mouvement des sardines.
En raison de la pandémie de Covid-19, le concert de charité au Teatro Puccini à Florence est annulé. Bandabardò fait ensuite une pause, se produisant en direct lors de l'émission Casa Seat (Barcelone) Sotto le stelle in Piazza Grande, un événement culturel virtuel. Entre-temps, les bandabardò ont publié des réinterprétations de deux chansons historiques jouées en live, à savoir Manifesto et Passerà la notte, en publiant les vidéos sur leurs réseaux sociaux le 25 avril et le 1er mai.
Vers l'été 2020, Erriquez et Alessandro Finazzo forment le Duo Fernandez, afin de donner des concerts intimes et sûrs dans toute l'Italie avec le Duo Fernandez Tour. Leur dernière prestation publique a lieu au Controradio, lors du concours Rock, où ils jouent Balla ancora et Lo sciopero del sole, c'est la dernière apparition publique d'Erriquez.

### Décès d'Erriquez etNon fa paura(2021–2022)

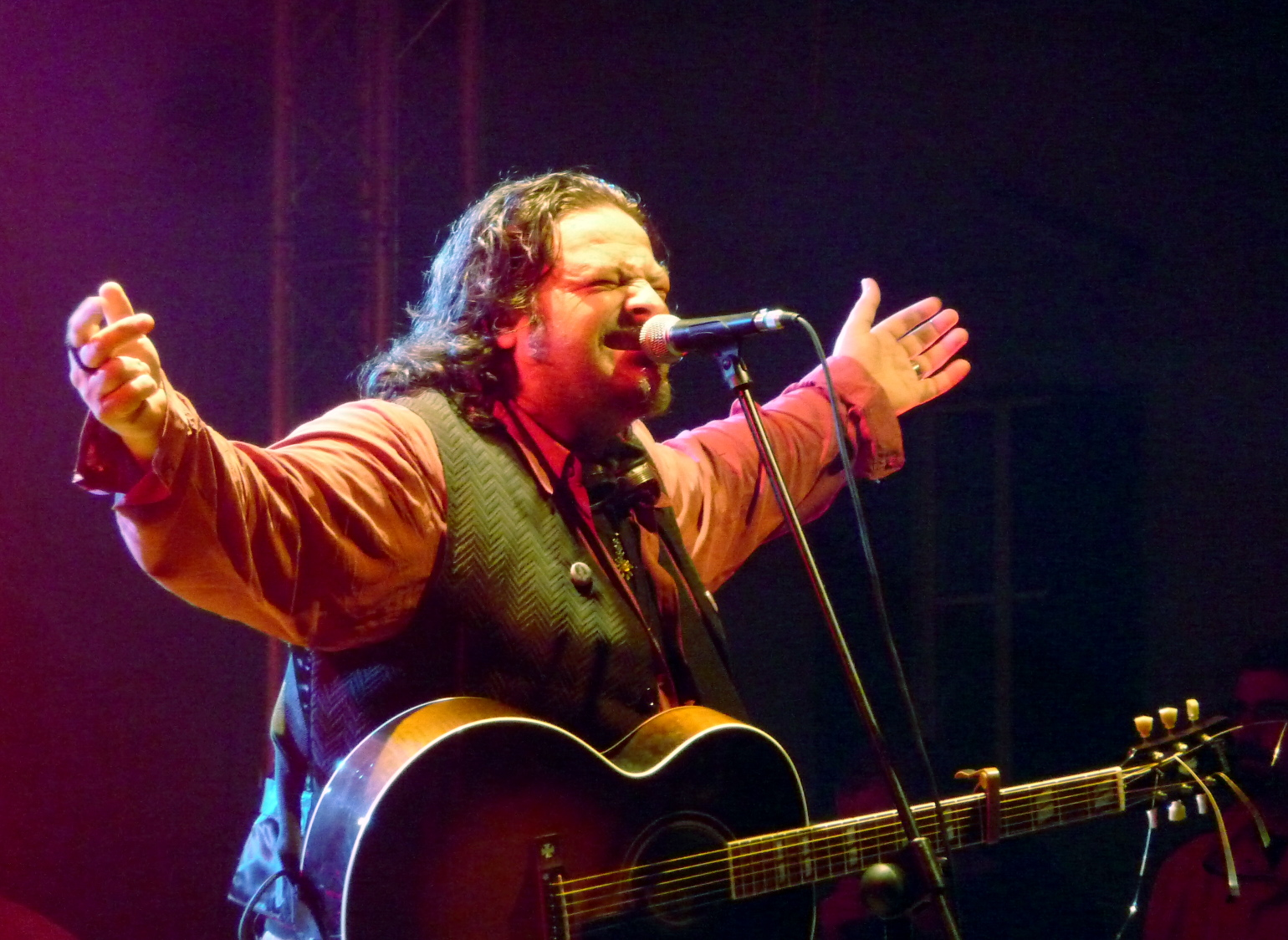
Cisco Bellotti.

Le 14 février 2021, Erriquez, le chanteur du groupe, décède des suites d'une maladie incurable, annonce son manager Francesco Barbaro. Sur les médias sociaux, le groupe publie la nouvelle avec la lettre d'adieu du chanteur. De nombreux chanteurs et artistes ont salué et remercié Erriquez pour son héritage et son amitié, notamment Jovanotti, Piero Pelù, Carmen Consoli, Caparezza, Negrita et Paola Turci.
Lors du festival de Sanremo 2021 Roy Paci fait une grande dédicace à Erriquez, en mettant un t-shirt représentant son visage et en montant symboliquement sur scène avec lui, plus tard d'autres t-shirts avec le visage d'Erriquez sont mis en vente pour faire des bourses pour un camp de musique qui lui est dédié et qui a lieu en Sicile. Le Bandabardò Fan Club récolte 21 207 euros, somme qui estversée à l'Association toscane des tumeurs, en vendant un t-shirt blanc à l'effigie d'Erriquez. Lors du Concerto del Primo Maggio (concert du Premier mai 2021) Alessandro Finazzo, Max Gazzè, Piero Pelù et Daniele Silvestri font une dédicace à Erriquez en chantant Beppeanna.
Un an après le décès d'Erriquez, le groupe fait part de son intention de poursuivre son activité en annonçant sur ses réseaux sociaux une collaboration avec Cisco (ancien chanteur des Modena City Ramblers). Le 10 avril 2022, Il Fatto Quotidiano suscite diverses controverses en raison de son titre de journal « Bandabardò a un nouveau leader, Cisco (de Modène) » et les membres du groupe et l'auteur-compositeur-interprète ont qualifié ce titre d'inapproprié et de totalement déplacé, expliquant que Cisco n'est pas le leader du groupe et qu'il s'agit d'une collaboration égale entre amis pour la tournée de 2022, s'excusant auprès des lecteurs pour tout malentendu. Le 20 mai 2022, Non fa paura, le nouvel album en collaboration avec Cisco, sort. L'album est présenté en avant-première lors du Concerto del Primo Maggio 2022, puis officiellement lors de concerts dans les librairies Feltrinelli à Rome et Florence. L'album est accompagné de la Non fa paura Tour, qui commence début mai et se termine en septembre.
Le groupe et Cisco se sont produits dans toute l'Italie, invitant divers invités tels que Gerardo Carmine Gargiulo, Daniele Silvestri et Enzo Iacchetti, se produisant également à Milan lors de l'événement Radio Popolare, à l'Auditorium Parco della Musica à Rome, faisant un grand rassemblement du Fan Club au Fuori Orario à Taneto, invité à Rai Radio 2 Social Club pour un épisode et une interview. Les derniers concerts de la tournée ont eu lieu en Sardaigne, au Parco della Musica (Cagliari) et à Alghero. Après la tournée, le groupe et Cisco reçoivent le prix « Pierangelo Bertoli » avec Francesco Gabbani, Irene Grandi et Roberto Vecchioni à Modène.

### Derniers albums (depuis 2023)
Le 8 mars 2023 marque les 30 ans de carrière du bandabardò, pour célébrer l'événement un nouveau livre est publié intitulé se mi rilasso collasso édité par Baldini+Castoldi, le livre est présenté dans les librairies LaFeltrinelli à Florence, Rome et Milan.  Après la fin définitive du Non fa paura Tour, le groupe présente deux nouveaux projets pour l'été 2023, l'un s'appelle Libro suonato, il s'agit de la présentation du livre à travers une série de concerts autour de l'Italie (le groupe lui-même a défini cela comme n'étant pas une tournée) dans une formation réduite : Alessandro Finazzo, Orla, Marco Bachi (Don Bachi) et Alessandro Nutini (Nuto), pour revivre et raconter l'histoire depuis 1993. Le deuxième projet est celui de Migrazioni sonore et s'intitule Se mi rilasso collasso, un projet artistique en collaboration avec Cisco, Giobbe Covatta, Radio Lausberg, et Marco Calliari. Il s'agit d'une tournée entre la France et le Canada pour la présentation du livre du groupe et pour raconter ses 30 ans d'histoire, qui se terminera le 23 juin à la Cittadella Nuova (à Pise) pour un grand événement. La veille du Nouvel An 2023, le groupe est invité au concert de Scandicci avec Ginevra Di Marco et Piero Pelù, présenté par Paolo Hendel.
Le 3 janvier 2024, Bandabardò est invité à Toscana and Friends Ripartiamo (soirée de solidarité en faveur des territoires touchés par les inondations du 2 novembre 2023) avec Antonio Aiazzi, Ginevra Di Marco et Francesco Magnelli, Dolcenera, Francesco Gabbani, Irene Grandi, Paolo Jannacci et Daniele Moretto, Marco Masini, Danilo Rea, Paola Turci, Peppe Voltarelli et d'autres au Tuscany Hall à Florence. Le 28 mars 2024, Bandabardò annonce une nouvelle tournée avec Cisco nommée Ultimo tango qui débutera le 25 avril 2024 à Fornacette et se terminera le 5 octobre 2024 à Florence.

## Membres

### Membres actuels
- Finaz (Alessandro Finazzo) - chant, guitares acoustique, semi-acoustique, électrique, chœurs
- Don Bachi (Marco Bachi) - basse, contrebasse
- Orla (Andrea Orlandini) - guitare, chœurs
- Nuto (Alessandro Nutini) - batterie
- Ramon (Jose Ramon Caraballo Armas) - percussions, trompette, chœurs
- Pacio (Federico Pacini) - claviers, chœurs

### Anciens membres
- Erriquez (Enrico Greppi) - chant, guitare, ukulélé (1993-2021)
- Paolino (Paolo Baglioni) - percussions, claviers (1993-2002)

## Discographie

### Albums studio
- 1996 : Il circo mangione
- 1998 : Iniziali bì-bì
- 2000 : Mojito Football Club
- 2002 : Bondo! Bondo!
- 2004 : Tre passi avanti
- 2008 : Ottavio
- 2010 : Allegro ma non troppo
- 2010 : Sette x uno
- 2011 : Scaccianuvole
- 2014 : L'improbabile
- 2022 : Non fa paura (avec Cisco)

### Albums live
- 1999 : Barbaro tour
- 2001 : Se mi rilasso... collasso

### Compilations
- 2006 : Fuori orario

### Singles
- 1996 : L'inquilina del quarto piano
- 1998 : W Fernandez (feat. Piero Pelù)
- 1998 : Beppeanna
- 2000 : Vento in faccia
- 2002 : Fine delle danze
- 2002 : Gomez
- 2004 : Tre passi avant
- 2004 : Que nadie sepa mi sufrir
- 2006 : Filastrocca 2
- 2008 : Bambino (feat. Tonino Carotone)
- 2014 : E allora il cuore (avec Alessandra Contini)
- 2016 : Lo sciopero del sole
- 2018 : Se mi rilasso collasso (feat. Stefano Bollani, Caparezza, Carmen Consoli, Max Gazzè, Daniele Silvestri)
- 2019 : Zobi la mouche
- 2022 : In Patagonia (avec Cisco)
- 2024 : Che la festa cominci (avec Cisco)
- 2024 : Domenica (feat. Extraliscio) (avec Cisco)

### Bandes-son
- 2016 : L'Universale